# MacOS Tahoe
macOS Tahoe 26（マックオーエス タホ）は 、Appleによって開発されたmacOSシリーズにおける22番目のオペレーティングシステムである。macOS Sequoiaの後継であり、WWDC 2025の基調講演で発表された。
リリースは2025年秋を予定している。
名称はカリフォルニア州のタホ湖にちなんで名付けられており、macOSのリリースに同州のランドマークの名前を付けるというAppleの慣例に沿ったものである。
このバージョンのmacOSから、Appleはすべてのオペレーティングシステム間で一貫性を保つため、バージョン番号の規則を西暦をベースにしたものに変更した。
macOS Tahoe 26は、Mac miniとMacBook AirではAppleシリコンモデルのみが対象で、いずれもIntelモデルのサポートが廃止される。また、それ以外のIntel Macをサポートする最後のmacOSバージョンであることもアナウンスされた。

## 開発
macOS Tahoe 26は、2025年6月9日に開催されたAppleの世界開発者会議（WWDC）の基調講演で、ソフトウェアエンジニアリング担当上級副社長のクレイグ・フェデリギによってiOS 26、iPadOS 26、watchOS 26と同時に発表された。最初のデベロッパープレビュー版も同日にリリースされた。同年7月24日よりパブリックベータ版配布が開始された。

## 機能
macOS Tahoe 26では、主にユーザインターフェイスに重点を置き、多数の新機能と改善が導入される。
- iOS 26/iPadOS 26/watch OS 26/tv OS 26との統一UIデザインとしてデザイン言語Liquid Glassが採用される。OS X Yosemite以来でUIが全面的に再設計され、フラットデザイン[12]から刷新される。
- アプリケーションのアイコンはiOS 26やiPadOS 26と統合され、iOS 18/iPadOS 18で導入された暗い色付きのバリエーションに加え、新しい無色半透明のバリエーションも持つ[11]。
- フォルダのアイコンにカスタムカラー、エンブレム、絵文字を設定できるようになり、アクセントカラーも適用できるようになる。
- SpotlightがApple Intelligenceを利用するよう再設計され、クイックアクション、「クイックキー」ショートカット、メニューバー検索が刷新される[3]。
- ライブアクティビティなど、多くのiOS/iPadOSの機能が導入される[3]。
- 電話アプリとジャーナルアプリがmacOSに統合される。電話アプリは、iPhoneとの連携(Continuity)を使用する[3]。
- コントロールセンターは再設計され、iOS 18で導入されたものと同様に機能するようになる。
- 拡大鏡アプリ、車両モーションキュー、システム全体のアクセシビリティリーダー、点字ディスプレイのサポートは、拡張されたアクセシビリティ機能の一部として提供される。
- Metal 4では、機械学習との統合方法やMetalFXが改善される[13][14]。
- Game Porting Toolkit 3[15]
- 軽量な仮想化技術としてLinuxコンテナ技術Containerization[16]導入。Apple Virtualization Frameworkによる。コンテナ間の通信が可能となる[17]

### 廃止される機能
- LaunchPad：Spotlightと統合
- FireWire：サポート終了
- Time Capsule：サポートされる最後のバージョン
- Intel Mac：サポートされる最後のバージョン

## サポートされるハードウェア
macOS Tahoe 26は、Appleシリコンを搭載したすべてのMacと、2019年後半以降にリリースされたIntel第9世代Coffee LakeおよびCascade LakeベースのXeon-Wプロセッサを搭載した一部のMacをサポートする。これにより、バタフライスイッチを採用したキーボードを搭載したMacBook ProやApple T1/T2チップを搭載していないMacのサポートを終了する。
サポートされるIntel Macは、Mac Pro (2019)、MacBook Pro (16-inch, 2019)、13インチMacBook Pro (13-inch, 2020, Thunderbolt 3ポートx 4)、およびiMac (2020)のみとなる。
対応デバイス
- iMac (2020)以降
- MacBook Air (M1, 2020)以降
- MacBook Pro (M1, 2020)以降
- MacBook Pro (16-inch, 2019), MacBook Pro (13-inch, 2020, Thunderbolt 3ポートx 4)
- Mac mini (M1, 2020)以降
- Mac Pro (2019)以降
- Mac Studio (全モデル)

Appleは、WWDC 2025のPlatforms State of the Unionセッションで、macOS Tahoe 26がIntel Macをサポートする最後のmacOSバージョンになるとアナウンスした。

## 参考
1. 1 2  “macOS Tahoe 26で、Macがかつてないほど高性能で、生産的で、賢く”. Apple Newsroom (日本). 2025年6月12日閲覧。
2. ↑  Benedetto (2025年6月9日). “Apple announces macOS 26 Tahoe with new design and revamped search features” (英語). The Verge. 2025年6月9日閲覧。
3. 1 2 3 4 5  “OS - macOS Tahoe 26”. Apple（日本）. 2025年7月27日閲覧。
4. ↑  “macOS Tahoe: Everything We Know So Far” (英語). MacRumors (2025年6月2日). 2025年6月9日閲覧。
5. ↑  株式会社インプレス (2025年6月10日). “Appleの次期OSは「iOS 26」や「macOS 26」。バージョンは西暦基準に”. PC Watch. 2025年6月10日閲覧。
6. ↑  “「macOS Tahoe 26」はIntel Macをサポートする最後のOSに”. ITmedia NEWS. 2025年6月10日閲覧。
7. ↑  “Apple、楽しくて優雅な新しいソフトウェアデザインを発表”. Apple Newsroom (日本). 2025年6月10日閲覧。
8. ↑  “Apple's iOS 26, iPadOS 26, macOS Tahoe 26 and watchOS 26 public betas are ready to download” (英語). Engadget (2025年7月24日). 2025年7月27日閲覧。
9. ↑  Mendes, Marcus (2025年7月24日). “macOS Tahoe 26 public beta now available, here’s everything new, install guide” (英語). 9to5Mac. 2025年7月27日閲覧。
10. ↑  ASCII. “MacがもっとiPhoneみたいになる！ macOS Tahoe 26パブリックベータレポ”. ASCII.jp. 2025年7月27日閲覧。
11. 1 2  “Apple、楽しくて優雅な新しいソフトウェアデザインを発表”. Apple Newsroom (日本). 2025年6月11日閲覧。
12. ↑  株式会社インプレス (2014年6月9日). “【イベントレポート】 フラットデザインとレイヤー表示の「Yosemite」 ～iOSと同じシステムフォントを採用、共通化するデザイン”. PC Watch. 2025年6月12日閲覧。
13. ↑  “Metal 4の概要 - WWDC25 - ビデオ”. Apple Developer. 2025年8月3日閲覧。
14. ↑  “Metal 4による機械学習とグラフィックスの統合 - WWDC25 - ビデオ”. Apple Developer. 2025年8月3日閲覧。
15. ↑  “Game Porting Toolkit - ゲーム”. Apple Developer. 2025年8月3日閲覧。
16. ↑  “「macOS Tahoe 26」で「Linux」コンテナーがより身近に--アップルの「Container」で変化する開発環境”. ZDNET Japan (2025年6月16日). 2025年8月5日閲覧。
17. ↑  “Virtualization updates” (英語). Apple Developer Documentation. 2025年8月5日閲覧。
18. ↑  “macOS Tahoe Might Support One Fewer Mac Than Previously Rumored” (英語). MacRumors (2025年6月7日). 2025年6月9日閲覧。
19. ↑  “Platforms State of the Union - WWDC25 - Videos” (英語). Apple Developer. 2025年6月16日閲覧。
20. ↑  “Intel Macs Won't Get Updates After macOS Tahoe” (英語). MacRumors (2025年6月9日). 2025年6月9日閲覧。